# Odlum Brown Vancouver Open 2005
L'Odlum Brown Vancouver Open 2005 è stato un torneo di tennis facente parte della categoria ATP Challenger Series nell'ambito dell'ATP Challenger Series 2005. Il torneo si è giocato a Vancouver in Canada dal 1º al 6 agosto 2005 su campi in cemento.

## Vincitori

### Singolare
Dudi Sela ha battuto in finale  Paul Baccanello con il punteggio di 6–2, 6–3.

### Doppio
Ashley Fisher /  Tripp Phillips hanno battuto in finale  Huntley Montgomery /  Rajeev Ram con il punteggio di 7–6(6), 1–6, 6–3.